# Liste der denkmalgeschützten Objekte in Podbořany
Grundlage dieser Liste der denkmalgeschützten Objekte in Podbořany ist die ÚSKP-Liste (Ústřední seznam kulturních památek České republiky, deutsch Zentrale Liste der Kulturdenkmäler der Tschechischen Republik), die von der tschechischen Denkmalschutzbehörde NPÚ (Národní památkový ústav, deutsch Nationale Denkmalbehörde) seit 1987 geführt wird und an die seit dem Jahr 1850 geschaffenen Listen anschließt.

## Denkmalgeschützte Objekte in Podbořany nach Ortsteilen

### Podbořany(Podersam)
| Lage                                                    | Objekt                                                                         | Beschreibung | ÚSKP-Nr.                  | Bild                                                                           |
| ------------------------------------------------------- | ------------------------------------------------------------------------------ | --- | ------------------------- | ------------------------------------------------------------------------------ |
| Podbořany, bei der Kirche St. Peter und Paul (Standort) | Dreifaltigkeitssäule (Sloup se sousoším Nejsvětější Trojice)                   | Dreifaltigkeitssäule | 43235/5-1334 Info Katalog | Dreifaltigkeitssäule (Sloup se sousoším Nejsvětější Trojice)                   |
| Podbořany, auf dem Friedhof (Standort)                  | Denkmal für die Opfer des Zweiten Weltkriegs (Pomník obětem II. světové války) | Denkmal für die Opfer des Zweiten Weltkriegs (urspr. in der Gemarkung Sýrovice)                                                                                               | 42972/5-4984 Info Katalog | Denkmal für die Opfer des Zweiten Weltkriegs (Pomník obětem II. světové války) |
| Podbořany, Na Kopci (Standort)                          | Kirche St. Peter und Paul (Kostel svatých Petra a Pavla)                       | Spätbarocke Stadtkirche St. Peter und Paul, erbaut 1781 | 42960/5-1335 Info Katalog | weitere Bilder                                                                 |
| Podbořany 45 (Standort)                                 | Bibliothek (Knihovna)                                                          | Stadtbibliothek, Barockbau mit fünfachsiger Hauptfassade aus dem 18. Jahrhundert                                                                                              | 43343/5-1341 Info Katalog | Bibliothek (Knihovna)                                                          |
| Podbořany, Husova (Standort)                            | Erlöserkirche (Kostel Božího Spasitele)                                        | Evangelische Erlöserkirche, erbaut 1902 im neoromanischen Stil. An der Westfassade befindet sich ein Turm. Die Fassaden der Kirche sind von Lisenen und einem Fries verziert. | 101313 Info Katalog       | weitere Bilder                                                                 |
| Podbořany, Dukelská 1 (Standort)                        | Rathaus                                                                        | Altes Rathaus, 1751 errichteter Barockbau mit Mansarddach und Dachreiter, jetzt Stadtmuseum.                                                                                  | 42669/5-1336 Info Katalog | Rathaus                                                                        |
| Podbořany, Revoluční, Dukelská 46 (Standort)            | Ehem. Gericht (Bývalý soud)                                                    | Ehemaliges Gericht, erbaut in der Mitte des 19. Jahrhunderts im Stil des Klassizismus                                                                                         | 42626/5-1339 Info Katalog | Ehem. Gericht (Bývalý soud)                                                    |
| Podbořany, Na Kopci 108 (Standort)                      | Pfarrhaus                                                                      | Pfarrhaus, errichtet 1776/77 im spätbarocken Stil. | 42761/5-1333 Info Katalog | Pfarrhaus                                                                      |

### Buškovice(Puschwitz)
| Lage                                                               | Objekt                 | Beschreibung                        | ÚSKP-Nr.                  | Bild                   |
| ------------------------------------------------------------------ | ---------------------- | ----------------------------------- | ------------------------- | ---------------------- |
| Buškovice, an der Südseite des Dorfplatzes bei Nr. 127 (Standort)  | Dreifaltigkeitssäule   | Dreifaltigkeitssäule                | 42398/5-1081 Info Katalog | Dreifaltigkeitssäule   |
| Buškovice, westlich vom Dorfplatz, gegenüber von Nr. 17 (Standort) | Statue des hl. Florian | Statue des hl. Florian              | 42633/5-1082 Info Katalog | Statue des hl. Florian |
| Buškovice, bei der Kirche (Standort)                               | Nepomukstatue          | Statue des hl. Johannes von Nepomuk | 43143/5-1083 Info Katalog | Nepomukstatue          |
| Buškovice (Standort)                                               | Kirche Mariä Geburt    | Kirche Mariä Geburt                 | 43636/5-1080 Info Katalog | weitere Bilder         |

### Dolánky (Dollanka)
| Lage                 | Objekt                   | Beschreibung | ÚSKP-Nr.                  | Bild           |
| -------------------- | ------------------------ | --- | ------------------------- | -------------- |
| Dolánky 4 (Standort) | Tor des Bauernhofs Nr. 4 | Tor des Bauernhofs | 42604/5-1168 Info Katalog | weitere Bilder |
| Dolánky (Standort)   | Siedlung Rubín           | Ebene befestigte Siedlung Rubín, archäologische Spuren, seit der Jungsteinzeit, d. h. vom 4. bis 3. Jahrtausend v. Chr. bis zum 10. Jahrhundert bewohnt. Nach archäologischen Forschungen von Helmut Preidel (1900–1980) in den Jahren 1934–1937 war diese Stelle unter fast allen Kulturen besiedelt. | 43352/5-1169 Info Katalog | weitere Bilder |

### Hlubany (Lubau)
| Lage                                             | Objekt                  | Beschreibung                                                                                            | ÚSKP-Nr.                  | Bild                    |
| ------------------------------------------------ | ----------------------- | --- | ------------------------- | ----------------------- |
| Hlubany, bei der Kapelle am Dorfplatz (Standort) | Säule mit Nepomukstatue | Säule mit Statue des hl. Johannes von Nepomuk                                                           | 43154/5-1344 Info Katalog | Säule mit Nepomukstatue |
| Hlubany (Standort)                               | Feste Hlubany           | Feste Lubau am südwestlichen Rand des Dorfes, urspr. mit einem Wassergraben und einemSteinwall umgeben. | 42383/5-1343 Info Katalog | weitere Bilder          |

### Kaštice (Kaschitz)
| Lage                           | Objekt                                    | Beschreibung | ÚSKP-Nr.                  | Bild                                      |
| ------------------------------ | ----------------------------------------- | --- | ------------------------- | ----------------------------------------- |
| Kaštice (Standort)             | Mariensäule (Sloup se sochou Panny Marie) | Mariensäule | 43687/5-1166 Info Katalog | Mariensäule (Sloup se sochou Panny Marie) |
| Kaštice 1 (Standort)           | Schloss Kaštice                           | Schloss Kaschitz, mit geschlossenem Innenhof aus dem Jahr 1837 im klassizistischen Stil, mit folgenden Einzeldenkmalen: Schloss, Wohnhäuser, Wirtschaftsgebäude, Stall, Scheune, Schlossgarten und Einfriedung.             | 43240/5-1164 Info Katalog | weitere Bilder                            |
| Kaštice, bei Nr. 18 (Standort) | Feste Kaštice                             | Feste Kaschitz, nur noch Reste der Umfassungsmauer vom Haus Nr. 18. | 42947/5-1167 Info Katalog | weitere Bilder                            |
| Kaštice (Standort)             | Brunnen                                   | Brunnen von 1608, dreistufiges Fundament mit achteckigem Sockel und dem Reliefwappen der Herren von Schönau, darauf die Statue des gegeißelten Christus, eine künstlerisch wertvolle Arbeit von einem unbekannten Künstler. | 42510/5-1165 Info Katalog | weitere Bilder                            |

### Kněžice (Knieschitz)
| Lage                                        | Objekt                                                       | Beschreibung | ÚSKP-Nr.                  | Bild                                                         |
| ------------------------------------------- | ------------------------------------------------------------ | --- | ------------------------- | ------------------------------------------------------------ |
| Kněžice, am südlichen Dorfrand (Standort)   | Katharinenkirche (Kostel svaté Kateřiny)                     | Kirche der hl. Katharina, urspr. Bau vom Ende des 14. Jahrhunderts, Kirchenschiff und Sakristei im Barockstil umgebaut, vermutlich in der Mitte des 18. Jahrhunderts. Auf Grund des Grundrisses und der Kubatur gehört es zur Gruppe der hochmittelalterlichen Kirchen in der Region Louny, derzeit aber in einem schlechten Erhaltungszustand. Im Inneren befindet sich eine wertvolle Statue des hl. Judas Thaddäus, ein steinerner Grabstein aus dem frühen 17. Jahrhundert und ein Renaissance-Taufbecken aus dem Jahr 1585. Einzeldenkmale: Kirche, Glockenturm und Einfriedung mit Tor. | 106279 Info Katalog       | weitere Bilder                                               |
| Kněžice, bei der Kirche (Standort)          | Glockenturm                                                  | Glockenturm, mit gemauertem Erdgeschoss, hölzernem Obergeschoss mit senkrechter Schalung und einem Zeltdach, das mit Schindeln bedeckt ist. | 42524/5-1178 Info Katalog | Glockenturm                                                  |
| Kněžice 19 (Standort)                       | Fachwerkhaus Nr. 19                                          | Bauerngehöft. Fachwerkhaus Nr. 19. Der Bereich des Hauses Nr. 19 besteht aus einem Fachwerkhaus und einer Umfassungsmauer zwischen dem Fachwerkhaus und dem Haus Nr. 19 mit einem Tor. Das Fachwerkhaus mit Satteldach steht traufständig zur Straße. | 42384/5-1173 Info Katalog | Fachwerkhaus Nr. 19                                          |
| Kněžice, bei Haus Nr. 18 (Standort)         | Dreifaltigkeitssäule (Sloup se sousoším Nejsvětější Trojice) | Dreifaltigkeitssäule, Säule mit einer Skulpturengruppe der Heiligen Dreifaltigkeit, Barockskulptur aus dem 18. Jahrhundert. Auf dem einstufigen Fundament befindet sich ein Sockel, im oberen Teil Reliefs des hl. Florian, des hl. Rochus und des hl. Sebastian. Darüber steht die Skulptur mit Gott Vater, Jesus Christus und der Taube des Heiligen Geistes. | 42620/5-1175 Info Katalog | Dreifaltigkeitssäule (Sloup se sousoším Nejsvětější Trojice) |
| Kněžice, im Dorfzentrum (Standort)          | Statue Christus am Ölberg (Socha Krista na Hoře Olivetské)   | Statue Christus am Ölberg. Barockskulptur mit einer Inschrift und Datierung von 1721. Auf dem Sockel befinden sich die Reliefs der Jungfrau Maria, des hl. Laurentius und des hl. Johannes von Nepomuk. Darüber befindet sich die Skulptur des knienden Christus mit einem Engel und einem schlafenden Apostel. | 42825/5-1176 Info Katalog | Statue Christus am Ölberg (Socha Krista na Hoře Olivetské)   |
| Kněžice 9 (Standort)                        | Haus Nr. 9                                                   | Ehem. Bauernhaus mit gemauertem Erdgeschoss und einem Fachwerk-Obergeschoss. | 43141/5-1174 Info Katalog | Haus Nr. 9                                                   |
| Kněžice 18 (Standort)                       | Bauernhaus Nr. 18                                            | Bauerngehöft, mit gemauertem Erdgeschoss und einem Fachwerk-Obergeschoss. | 43157/5-1172 Info Katalog | Bauernhaus Nr. 18                                            |
| Kněžice, an der Straße nach Mory (Standort) | Kapelle                                                      | Marienkapelle. Die einzeln stehende Nischenkapelle steht an der Straße von Kněžice nach Mory. Barockbau aus dem 18. Jahrhundert, die Kapelle ist durch Säulen in drei Felder mit Nischen unterteilt. | 43296/5-1177 Info Katalog | weitere Bilder                                               |

### Letov (Letau)
| Lage             | Objekt                                                   | Beschreibung | ÚSKP-Nr.                  | Bild                     |
| ---------------- | -------------------------------------------------------- | --- | ------------------------- | ------------------------ |
| Letov (Standort) | Kirche Mariä Heimsuchung (Kostel Navštívení Panny Marie) | Kirche Mariä Heimsuchung, einschiffiger Barockbau von 1774 | 43563/5-1345 Info Katalog | weitere Bilder           |
| Letov (Standort) | Statue des hl. Sebastian                                 | Statue des hl. Sebastian | 43541/5-1347 Info Katalog | Statue des hl. Sebastian |
| Letov (Standort) | Grabkapelle                                              | Grabkapelle von 1817, aus rotem Backstein mit barocker Fassade, die durch Pilaster und Rahmen verziert ist. Eingangsfassade mit einem dreieckigen Giebel, gewölbter Innenraum mit Säulen, in der Krypta befindet sich ein Grab. | 42860/5-1346 Info Katalog | weitere Bilder           |

### Mory (Mohr)
| Lage                                                | Objekt                              | Beschreibung                              | ÚSKP-Nr.                  | Bild              |
| --------------------------------------------------- | ----------------------------------- | ----------------------------------------- | ------------------------- | ----------------- |
| Mory 47 (Standort)                                  | Bauernhaus Nr. 47                   | Bauerngehöft                              | 43416/5-1185 Info Katalog | BW                |
| Mory 28 (Standort)                                  | Bauernhaus Nr. 28                   | Bauerngehöft                              | 43124/5-1187 Info Katalog | Bauernhaus Nr. 28 |
| Mory (Standort)                                     | Kirche Mariä Geburt                 | Kirche Mariä Geburt                       | 43249/5-1181 Info Katalog | weitere Bilder    |
| Mory, am nördlichen Dorfrand (Standort)             | Statue des hl. Johannes von Nepomuk | Statue des hl. Johannes von Nepomuk       | 42949/5-1182 Info Katalog | weitere Bilder    |
| Mory (Standort)                                     | Speicher                            | Bauerngehöft, davon nur: Getreidespeicher | 42596/5-1188 Info Katalog | weitere Bilder    |
| Mory pův. čp. 22, am nördlichen Ortsrand (Standort) | Bauernhaus Nr. 22                   | Bauerngehöft                              | 42890/5-1186 Info Katalog | Bauernhaus Nr. 22 |

### Oploty (Oblat)
| Lage                              | Objekt                                                         | Beschreibung | ÚSKP-Nr.                  | Bild                                |
| --------------------------------- | -------------------------------------------------------------- | --- | ------------------------- | ----------------------------------- |
| Oploty, im Dorfzentrum (Standort) | Statue des hl. Johannes von Nepomuk                            | Statue des hl. Johannes von Nepomuk | 43412/5-1180 Info Katalog | Statue des hl. Johannes von Nepomuk |
| Oploty, im Dorfzentrum (Standort) | Kapelle des hl. Johannes und Paul (Kaple svatých Jana a Pavla) | Kapelle des hl. Johannes und Paul, spätbarocke Kapelle vom Ende des 18. Jahrhunderts. Backsteinbau mit Dachreiter und den Reliefs des hl. Rochus, der hl. Rosalie und des hl. Sebastian. | 43191/5-1179 Info Katalog | weitere Bilder                      |

### Pšov (Schaab)
| Lage                              | Objekt                                                                               | Beschreibung                                                                                         | ÚSKP-Nr.                  | Bild                                                                             |
| --------------------------------- | ------------------------------------------------------------------------------------ | --- | ------------------------- | -------------------------------------------------------------------------------- |
| Pšov 30 (Standort)                | Bauernhof Nr. 30                                                                     | Landwirtschaftlicher Hof                                                                             | 42478/5-1374 Info Katalog | Bauernhof Nr. 30                                                                 |
| Pšov, bei der Kirche (Standort)   | Statue des hl. Florian                                                               | Statue des hl. Florian                                                                               | 42758/5-1377 Info Katalog | Statue des hl. Florian                                                           |
| Pšov, bei der Kirche (Standort)   | Mariensäule (Sloup se sochou Panny Marie)                                            | Mariensäule                                                                                          | 43522/5-1372 Info Katalog | Mariensäule (Sloup se sochou Panny Marie)                                        |
| Pšov (Standort)                   | Kirche des Heiligen Kreuzes und Allerheiligen (Kostel svatého Kříže a Všech svatých) | Kirche des Heiligen Kreuzes und Allerheiligen, Barockbau von 1767, nach Brand im Jahre 1904 erneuert | 43261/5-1373 Info Katalog | weitere Bilder                                                                   |
| Pšov, auf dem Friedhof (Standort) | Denkmal für die Opfer des Zweiten Weltkriegs (Památník obětem II. světové války)     | Denkmal für die Opfer des Zweiten Weltkriegs                                                         | 43692/5-4983 Info Katalog | Denkmal für die Opfer des Zweiten Weltkriegs (Památník obětem II. světové války) |
| Pšov 3 (Standort)                 | Bauernhaus Nr. 3                                                                     | Bauerngehöft                                                                                         | 43680/5-1375 Info Katalog | Bauernhaus Nr. 3                                                                 |

### Sýrovice (Sirbitz)
| Lage                                   | Objekt                 | Beschreibung           | ÚSKP-Nr.                  | Bild                   |
| -------------------------------------- | ---------------------- | ---------------------- | ------------------------- | ---------------------- |
| Sýrovice, auf dem Dorfplatz (Standort) | Statue des hl. Florian | Statue des hl. Florian | 43713/5-1378 Info Katalog | Statue des hl. Florian |

### Valov (Wohlau)
| Lage                                | Objekt           | Beschreibung | ÚSKP-Nr.                  | Bild             |
| ----------------------------------- | ---------------- | ------------ | ------------------------- | ---------------- |
| Valov 4 (Standort)                  | Bauernhaus Nr. 4 | Bauerngehöft | 42970/5-1349 Info Katalog | Bauernhaus Nr. 4 |
| Valov, auf dem Dorfplatz (Standort) | Kapelle          | Kapelle      | 42743/5-1348 Info Katalog | Kapelle          |